# Kabhresthali
Kabhresthali (nep. काभ्रेस्थली) – gaun wikas samiti w środkowej części Nepalu w strefie Bagmati w dystrykcie Katmandu. Według nepalskiego spisu powszechnego z 2001 roku liczył on 679 gospodarstw domowych i 3546 mieszkańców (1758 kobiet i 1788 mężczyzn).